# Alana Evans
Alana Evans (Fort Campbell, Kentucky, 6 de juliol de 1976) és una actriu porno nord-americana.

## Orígens
Quan Alana tenia tres mesos d'edat, la seva mare, divorciada del pare –un soldat de l'exèrcit dels Estats Units–, va establir la família al nord de Califòrnia. Quan Alana tenia 16 anys, la mare va morir de cirrosi hepàtica per culpa de l'alcohol.
S'ha descrit Alana com una nena poc femenina durant el creixement. Va tenir el primer contacte sexual amb un noi de 14 anys i la seva primera experiència "real" amb una noia de 17 anys.
El 1994 Alana es va graduar a l'Independence High School a San José (Califòrnia). Va ser durant aquest temps que va participar en un matrimoni mixt amb un home negre de 18 anys i procreà un nen poc després. Alana i el seu marit van gaudir d'una relació oberta, visitaven festes sexuals i clubs.

## Carrera
Alana i el seu marit finalment van esdevenir en part propietaris del seu club preferit, que és on ella diu que va perdre la inhibició. Es va fer stripper i ballarina i es va plantejar la feina de model. Però, a causa d'una cicatriu per una cirurgia d'apèndix, va pensar que no aconseguiria la feina d'una revista, per la qual cosa va recórrer a la indústria porno a l'edat de 21 anys. La seva primera escena va ser en Real Sex Magazine 11.

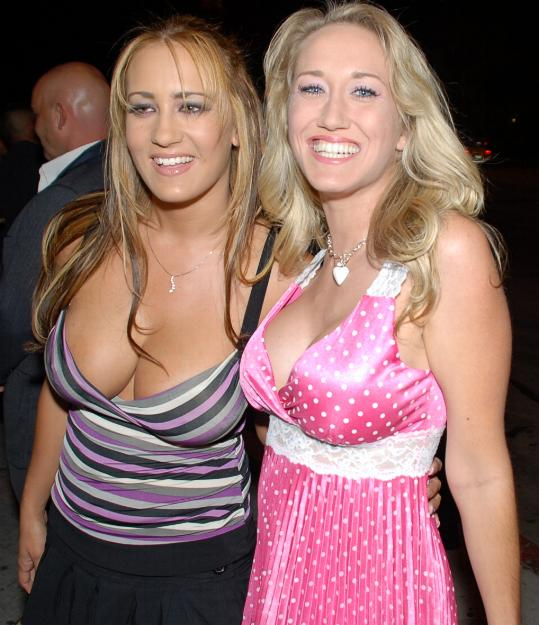
Evans al costat de la seva companya Trina Michaels.

Un any i mig després de començar la carrera porno, Alana va presumir que el seu matrimoni era reeixit, però poc després es va acabar quan ella tenia 23 anys. Després va iniciar una relació amb l'actor, Chris Evans, altra vegada amb una relació oberta. Després de sis anys junts, el 30 de novembre de 2005 ella va anunciar que estaven compromesos per casar-se. Alana i Chris Evans es van casar el 2006 a Santa Mónica (Califòrnia).
Fins avui Alana ha aparegut en prop de 200 pel·lícules, incloesos nombrosos projectes per a Playboy TV i 30 pel·lícules softcore. Va signar un contracte exclusiu amb SMASH Pictures al final de 2005. També va presentar un segment en KSEXradio anomenat All in the Porn Family fins al juny de 2005, així com la presentació d'un xou per a Playboy Radio anomenat Private Calls, que s'emet a la xarxa Sirius Satellite Radio.
Insatisfeta amb la grandària dels seus pits, Alana va haver de decidir entre la idea d'augmentar-los quirúrgicament o acceptar la seva imatge com una actriu de pits naturals. Va decidir la segona opció dient: "They are going to stay real... I don't want plastic in my body" ("vaig a quedar-me com soc de natural... no vull plàstic al cos").
Alana actualment viatja com a ballarina exòtica i és representada per l'agència de talents de la indústria de l'entreteniment per a adults Gold Star Modelling. És també model i portaveu de la companyia de roba MofoWear fundada en Southern Califòrnia.
Una característica física distintiva seva és la mida del clítoris, que és molt gros. Destaca en diverses escenes de sexe interracial.

## Premis
- 2001 XRCO Premi per Unsung Siren
- 2007 Premi AVN en la categoria de millor només en escena sexual.[2]